# Réserve naturelle régionale des Riez de Nœux-les-Auxi
Pour les articles homonymes, voir Riez (homonymie).
La réserve naturelle régionale des Riez de Nœux-lès-Auxi (RNR143) ou, anciennement, des Riez du Mont de Boffles est une réserve naturelle régionale située dans les Hauts-de-France. Classée en 2007, elle occupe une surface de 8 hectares et protège un coteau calcaire dont les pelouses sèches, les espèces et le paysage sont considérés comme remarquables. C'est notamment le coteau le plus thermophile de la région Nord-Pas-de-Calais.

## Localisation

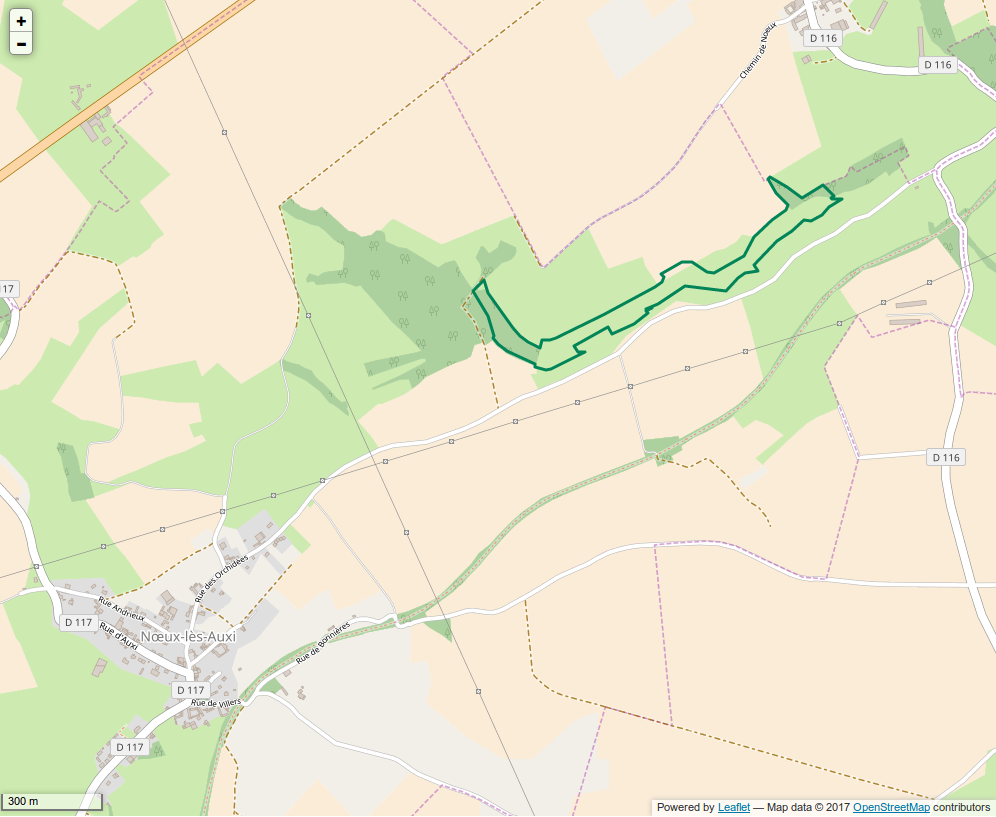
Périmètre de la réserve naturelle.

Le territoire de la réserve naturelle est dans le département du Pas-de-Calais, au nord-est de la commune de Nœux-lès-Auxi, près de la vallée de l'Authie. Il correspond à un coteau calcaire exposé au sud.

## Histoire du site et de la réserve
Le toponyme « Les riez » évoque le mot « riez » ou « rié » qui désignait autrefois en moyen-français des terres en friche, c'est-à-dire non exploitées…
Le site a fait l'objet d'un classement en réserve naturelle volontaire en 1999. Une procédure de reclassement en réserve naturelle régionale a abouti en 2007.

## Écologie (biodiversité, intérêt écopaysager…)
Exposé au sud face à la Picardie, ce "riez" accueille un pâturage extensif, entretenu depuis très longtemps par des bovins, des chèvres et des moutons, qui en accompagnement d'un débroussaillage sélectif maintiennent en état un ensemble de pelouses et prairies calcicoles abritant une biodiversité inhabituelle pour la région.
Une vaste pelouse calcicole est bordée d'un ourlet calcicole faisant écotone et transition avec des zones de fourrés épineux et des junipéraies (une des stations de genévrier commun les plus remarquables du Nord-Pas-de-Calais), dont les formes contribuent à un paysage rare au nord de la France.
En outre, une forêt de ravin considérée comme parmi des plus belles de la région est située à proximité.

### Flore
Plus de 200 espèces de plantes à fleur peuvent être observées sur le site, dont une trentaine considérées comme patrimoniales. Le milieu très basique et sec est propice à une dizaine d'orchidées (Orchis pourpre, Orchis bouc, etc.).
Le coteau présente une grande diversité de champignons, dont des hygrocybes, typique de la pelouse calcaire.

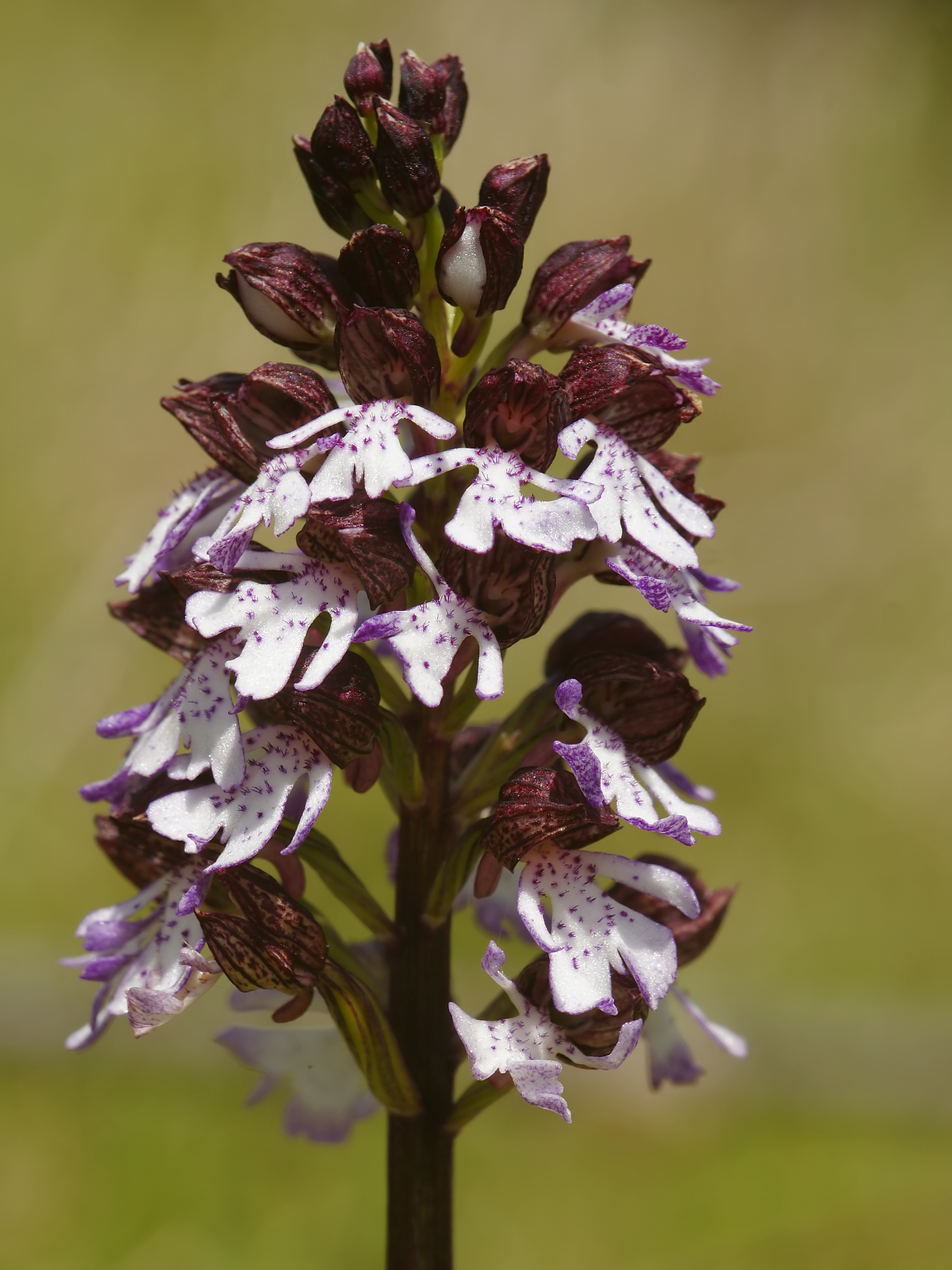
Orchis pourpre.
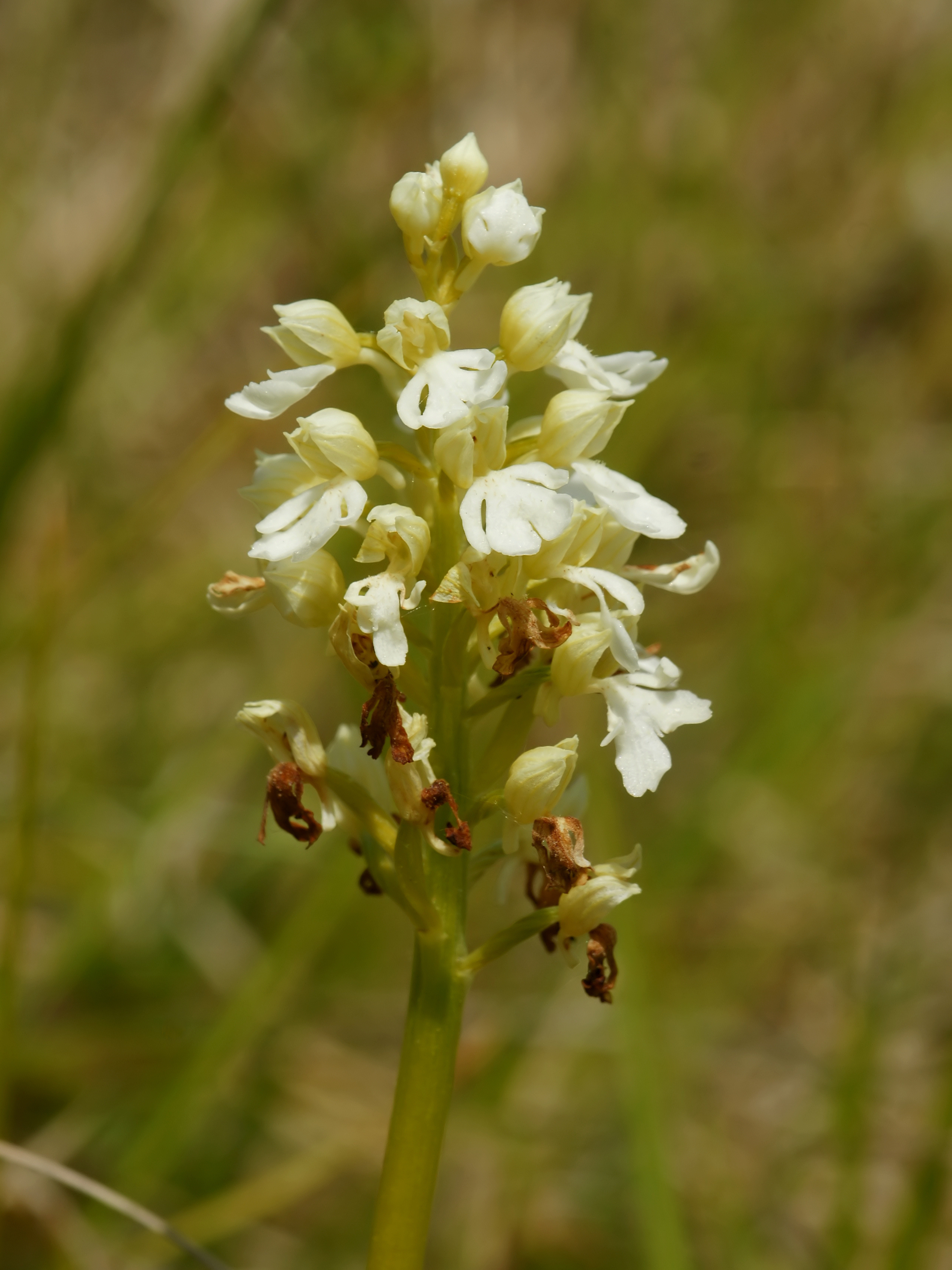
Orchis pourpre, var. Alba.
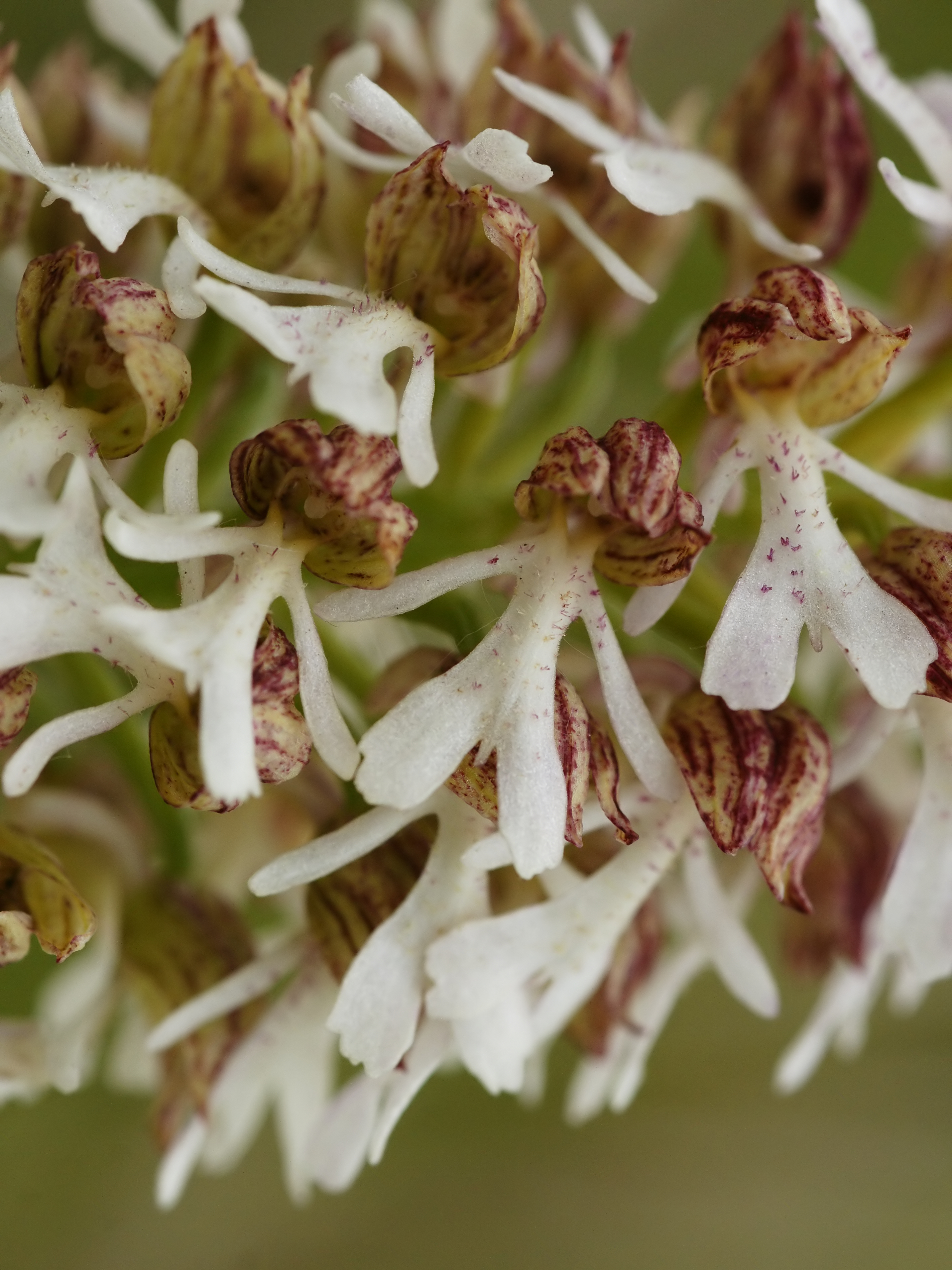
x angusticruris.
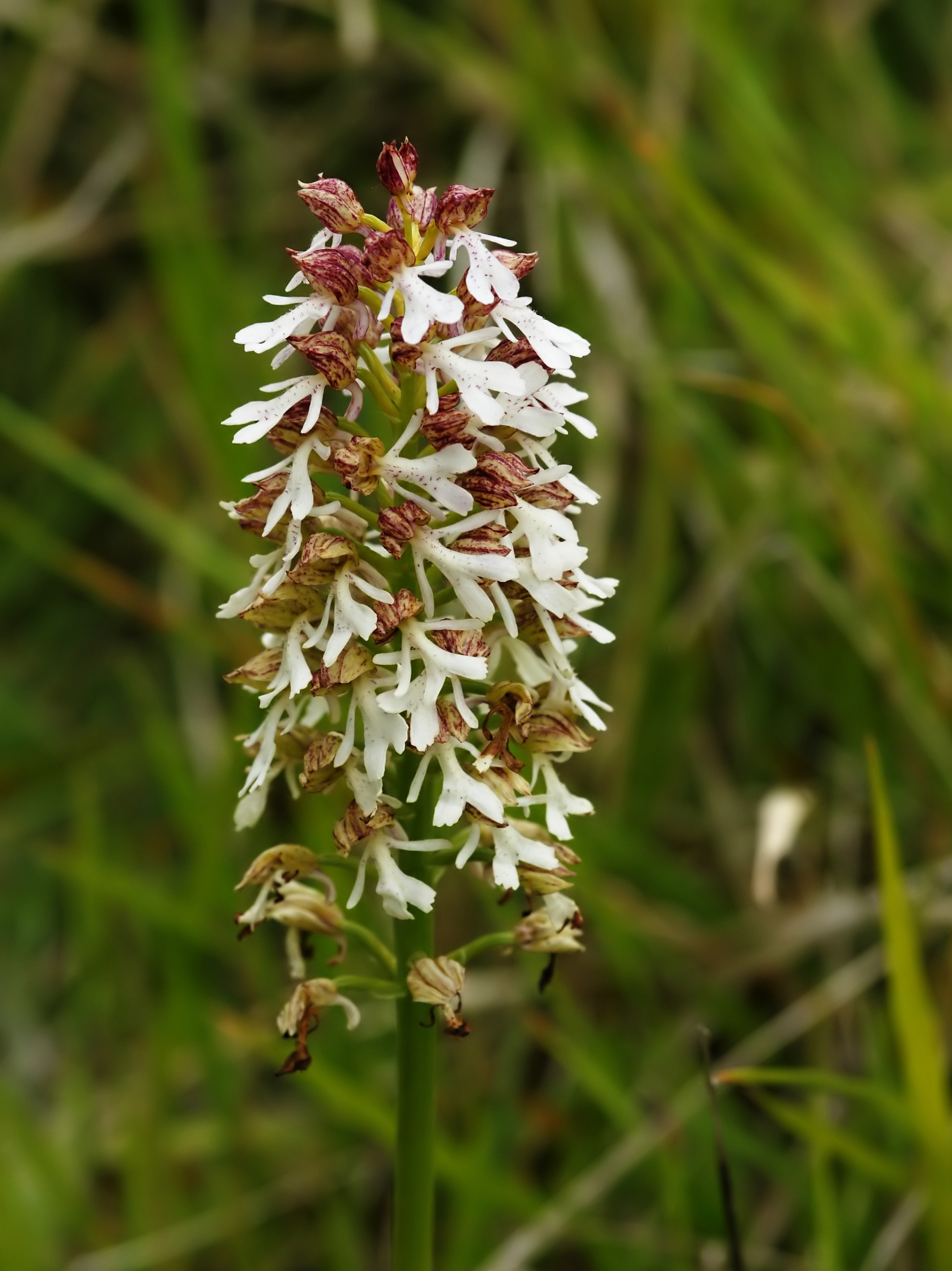
Homme pendu.

### Faune
Le site abrite une riche faune des milieux secs et ouverts, principalement caractérisée par les criquets et sauterelles (decticelle, Criquet de la palène, Tetrix, etc.), une grande variété de papillons (de jour et de nuit) et Atypus affinis, la seule mygale sauvage (petite et inoffensive) que l'on puisse trouver dans la région.

## Intérêt touristique et pédagogique
Le site présente un très grand intérêt paysager et un intérêt pédagogique pour l'éducation à l'environnement, tout en devant être protégé d'une éventuelle surfréquentation.

## Administration, plan de gestion, règlement
La réserve naturelle est gérée par le Conservatoire d'espaces naturels du Nord et du Pas-de-Calais.
Le site bénéficie d'un plan de gestion. Il est aussi concerné par le SAGE de l'Authie.
Le site est maintenu dans un état proche du bon état écologique grâce aux actions du plan de gestion, la principale menace directe étant le surpâturage, les autres menaces préoccupantes étant plutôt liées à la dégradation générale de l'environnement hors du site (eutrophisation, pesticides...), qui peuvent contribuer à un phénomène d'insularisation écologique pour les espèces à faible capacité de déplacement.

### Outils et statut juridique
La réserve naturelle régionale a été créée par une délibération du Conseil régional du Nord - Pas de Calais du 16 octobre 2007.
Le Mont de Boffles est lui-même classé « ZNIEFF continentale de type 1 ».
Le site est situé à une relative proximité du site Natura 2000  "Landes, mares et bois acides du Plateau de Sorrus / Saint-Josse, prairies alluviales de Valencendre et La Calotterie", également géré par le Conservatoire des Sites Naturels du Nord et du Pas-de-Calais.

### Plans de gestion
- Conservatoire des sites naturels du Nord et du Pas-de-Calais (1998) – Plan de gestion 1998-2002 de la Réserve Naturelle Régionale des Riez du Mont de Boffles (Nœux-les-Auxi, Pas-de-Calais) . Conservatoire des Sites Naturels du Nord et du Pas-de-Calais, Wambrechies, 1998, 223 p
- Conservatoire des sites naturels du Nord et du Pas-de-Calais (2003) – Plan de gestion 2003-2007 de la Réserve Naturelle Régionale des Riez du Mont de Boffles (Nœux-les-Auxi, Pas-de-Calais) . Conservatoire des Sites Naturels du Nord et du Pas-de-Calais, Wambrechies, 2003, 140 p.
- DIREN Nord-Pas-de-Calais, Conseil régional Nord – Pas-de-Calais. Conservatoire des sites naturels du Nord-Pas-de-Calais. 158 p. 2007. Plan de gestion 2008-2012 (Renouvellement II). RNR des Riez de Nœux-les-Auxi (Nœux-les-Auxi, Pas-de-Calais)